# Jules Krüger
Jules Krüger (født 1899 i Luxembourg - død 1976) var en luxembourgsk komponist, professor, lærer, violinist og pianist.
Krüger studerede violin, klaver og harmonilærer på Musikkonservatoriet i Luxembourg by, og forsatte sine violinstudier på Musikkonservatoriet i Liége hos bl.a. Eugène Ysaÿe. Herefter studerede han komposition på Musikkonservatoriet i Bruxelles hos Paul Gilson. Krüger anses for at være den første luxembourgske symfoniske komponist. Han har skrevet symfoniske værker, orkesterværker, kammermusik, solostykker for violin og klaver etc. Krüger var professor og lærer i violin og harmonilærer på Musikkonservatoriet i Luxembourg By (1947-1966). Han var udøvende musiker på violin i mange symfoniorkestre i Bruxelles og i Luxembourg.

## Udvalgte værker
- Tusindfrydene (1938) (variationer af en luxembourgsk sang) - for orkester
- Proces (1930) - for blæserorkester
- Digt (1949) - for violin og orkester
- Vuggevise (1922) - for klaver